# Monti della Duchessa (area sommitale)
Monti della Duchessa (area sommitale) este o arie protejată (arie specială de conservare — SAC, sit de importanță comunitară — SCI) din Italia întinsă pe o suprafață de 1.173 ha, integral pe uscat.

## Localizare
Centrul sitului Monti della Duchessa (area sommitale) este situat la coordonatele 42°11′37″N 13°20′18″E / 42.193611°N 13.338333°E.

## Înființare
Situl Monti della Duchessa (area sommitale) a fost declarat sit de importanță comunitară în iunie 1995 pentru a proteja 2 specii de plante și 10 specii de animale. Situl a fost protejat și ca arie specială de conservare în decembrie 2016.

## Biodiversitate
Situată în ecoregiunea mediteraneană, aria protejată conține 9 habitate naturale: Grohotișuri calcaroase și de șisturi calcaroase de la nivelul montan până la nivelul alpin (Thlaspietea rotundifolii), Pajiști alpine și subalpine calcaroase, Formațiuni de Juniperus communis pe lande sau pajiști calcaroase, Pante stâncoase calcaroase cu vegetație casmofită, Lespezi calcaroase, Pajiști alpine și boreale, Grohotișuri termofile și vest-mediteraneene, Păduri pe pante, grohotișuri și ravene de Tilio-Acerion, Pajiști uscate seminaturale și facies de acoperire cu tufișuri pe substraturi calcaroase (Festuco-Brometalia) (* situri importante pentru orhidee).
La baza desemnării sitului se află mai multe specii protejate:
- plante (2): Adonis distorta, Himantoglossum adriaticum
- păsări (6): potârnichea de stâncă (Alectoris graeca graeca), fâsă-de-câmp (Anthus campestris), acvilă de munte (Aquila chrysaetos), șoim călător (Falco peregrinus), sfrâncioc roșiatic (Lanius collurio), Pyrrhocorax pyrrhocorax
- amfibieni (1): Triturus carnifex
- mamifere (2): lupul (Canis lupus), urs brun (Ursus arctos)
- reptile (1): Vipera ursinii

Pe lângă speciile protejate, pe teritoriul sitului au mai fost identificate 9 specii de plante, 2 specii de păsări.